# Somme (departma)
Somme (oznaka 80) je francoski departma ob Rokavskem prelivu, imenovan po reki Somi, ki teče skozenj. Nahaja se v regiji Pikardiji.

## Zgodovina
Departma je bil ustanovljen v času francoske revolucije 4. marca 1790 iz delov ozemlja nekdanjih pokrajin Pikardije (Amiénois, Marquenterre, Ponthieu, Santerre in Vimeu).
Med prvo svetovno vojno je bilo ozemlje prizorišče več bitk na reki Somi.

## Geografija
Somme leži v severozahodnem delu regije Pikardije ob Rokavskem prelivu. Na vzhodu meji na departma Aisne, na jugu na Oise, na zahodu  na 
departma regije Zgornje Normandije Seine-Maritime in Somski zaliv, na severu pa na departma regije Nord-Pas-de-Calais Nord.